# Lilabrun veckskivling
Lilabrun veckskivling (Leucocoprinus ianthinus) är en svampart som först beskrevs av Mordecai Cubitt Cooke, och fick sitt nu gällande namn av P. Mohr 1994. Lilabrun veckskivling ingår i släktet Leucocoprinus och familjen Agaricaceae.  Arten är reproducerande i Sverige. Inga underarter finns listade i Catalogue of Life.